# Louise Sophie Blussé
Louise Sophie Blussé (Leiden, 12 januari 1801 – aldaar, 1 april 1896) was een Nederlandse schrijfster.

## Leven en werk
Blussé werd in 1801 in leiden geboren als dochter van de redacteur, schoolopziener en proponent van de Waalse kerk Abraham Blussé en van Jeanne Petronella Maizonnet. Blussé trouwde op 19 juli 1822 te Leiden met de buitengewoon hoogleraar in de archeologie Caspar Jacob Christiaan Reuvens. Zij werd al op jonge leeftijd weduwe. Haar man overleed in 1835 toen zij 34 jaar oud was. Zij woonde met haar gezin aan de Breestraat in Leiden. Zij werkte mee aan de totstandkoming van de zakwoordenboeken Engels-Nederlands en Nederlands-Engels, die in de jaren 1843 en 1845 verschenen.

### Maria Leer
Rond 1860 leerde zij ene Maria Leer kennen, die in het Bethlehemhofje in Leiden was komen wonen. Leer was een van de leiders geweest van de Zwijndrechtse nieuwlichters (ook de "Christelijke Broedergemeente" of het "Zwavelstokkengeloof" genoemd), een religieuze sekte die in de eerste helft van de 19e eeuw een christelijke commune had gesticht op een scheepswerfje nabij Zwijndrecht. Blussé maakte aantekeningen van haar gesprekken met Leer. Maria Leer overleed in 1866. Ruim 25 jaar na het overlijden van Leer besloot Blussé de door haar gemaakte aantekeningen uit te geven. Ze gaf het werk, dat ze uitbracht onder het pseudoniem D.N. Anagrapheus, de titel "De Zwijndrechtsche nieuwlichters (1816-1832) volgens de gedenkschriften van Maria Leer". Bij het moment van verschijnen in 1892 was Blussé al hoogbejaard, 91 jaar. In een artikel in de Gids van 1892 besteedde de hoogleraar Hendrick Peter Godfried Quack (1834-1917) uitvoerig aandacht aan het door Blussé uitgebrachte werk, waarbij hij de Zwijndrechtse Broederschap typeerde als een vorm van godsdienstig communisme.
Blussé overleed in april 1896 op 95-jarige leeftijd in haar woonplaats Leiden. Uit haar huwelijk met Caspar Reuvens werden drie kinderen geboren. De bioloog en hoogleraar Hugo de Vries is een kleinzoon van haar.